# کلیسای داستاپور
کلیسای داستاپور (ارمنی: Դաստափորի եկեղեցի؛ ) یک کلیسا متعلق به کلیسای حواری ارمنی واقع در شهر داستاپور،  شهرستان داش‌کسن جمهوری آذربایجان می‌باشد. ساخت و ساز این ساختمان در سده ۱۵ام میلادی؛ به پایان رسید. این بنا به سبک معماری ارمنی طراحی شده است.

## نگارخانه

- پرونده:Dəstəfur bazilikasının planı.jpg